# Trichotermes
Trichotermes es un género de termitas isópteras perteneciente a la familia Termitidae que tiene las siguientes especies:
1. Trichotermes ducis
2. Trichotermes villifrons